# Mercer (konzultační společnost)
Mercer je konzultační společnost se sídlem v New Yorku, která je uznávaná jako jedna z vedoucích obchodních institucí na světě.[zdroj⁠?!] Byla založena v roce 1975 a k roku 2008 má 150 kanceláří ve 42 zemích světa a 17 tisíc zaměstnanců. Její roční obrat byl v roce 2006 celkem 2,7 miliard dolarů. Každoročně sestavuje žebříček nejdražších měst na světě.